# Banana blu

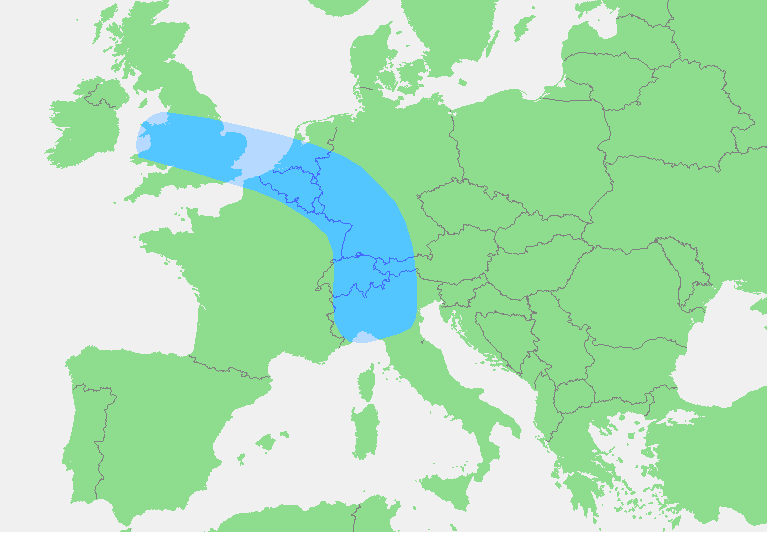
L'area Banana blu

Banana blu (in inglese The Blue Banana) è un termine usato dalla stampa per indicare una dorsale di sviluppo economico e demografico dell'Europa occidentale. Il termine fu coniato in un articolo della rivista Le Nouvel Observateur ispirandosi alla forma a mezzaluna di tale conurbazione e al colore dominante della bandiera dell'Unione europea, il blu. Questa dorsale è conosciuta anche con il nome di megalopoli europea.
Fra le città ed agglomerazioni più importanti nella regione si trovano Londra, Randstad, Bruxelles, Reno-Ruhr, Francoforte, Stoccarda, Basilea, Zurigo, Torino, Milano e Genova.

## Origine e confini
Il termine "banana blu" apparve per la prima volta nel 1989, quando l'istituto Reclus di Montpellier realizzò uno studio sotto la guida di Roger Brunet sull'avvenire delle città europee, le cui conclusioni evidenziavano un corridoio urbano coerente di forma ricurva, che si estende da Londra a Genova, una vera e propria megalopoli, centro principale dello sviluppo spaziale europeo.
Brunet vedeva la "spina dorsale europea" come lo sviluppo di precedenti storici, ad esempio le rotte commerciali, o come la conseguenza di un'accumulazione di capitale industriale. Nella sua analisi Brunet escludeva l'area urbana di Parigi e altri agglomerati francesi a causa dell'insularità economica francese. Il suo obiettivo era una maggiore integrazione economica in Europa, ma riteneva che la Francia avesse perso questo legame nel XVII secolo a causa della persecuzione degli ugonotti e dell'accentramento a Parigi. Le versioni successive includono tuttavia Parigi.
Nel 1991, nell'ambito di uno studio condotto per conto della Commissione europea a sostegno della sua politica regionale, i ricercatori hanno criticato l'idea della Banana blu come formazione auspicabile, ma non come realtà empirica, identificandola come il risultato della concorrenza regionale in Europa. Inoltre, il loro diagramma della Banana Blu aveva una curva più accentuata, che includeva ancora il Nord Italia, ma terminava a Barcellona. Uno studio sulla storia della banana blu come concetto si riferisce allo studio della commissione come a un rifiuto errato della banana blu rispetto alla concezione originale di Brunet. Dalle ricerche condotte per conto della commissione, la Banana Blu rappresentava un nucleo sviluppato a scapito della periferia, mentre Brunet empiricamente vedeva la Banana Blu come una regione di sviluppo alla periferia di Parigi, oltre i confini francesi. Ci sono anche considerazioni per un pentagono europeo economicamente forte con i suoi confini Parigi, Londra, Amburgo, Monaco di Baviera e Milano, con assi di sviluppo verso est (Berlino, Praga, Trieste).
Nei media italiani è stata avanzata l'opinione che, secondo i dati dell'UE del 2013, la forma della banana blu dovrebbe essere cambiata perché il territorio italiano aveva perso il suo legame a causa della crescente deindustrializzazione. Solo la Lombardia poteva "tenere il passo". Al contrario, ci sono nuove linee di sviluppo economico in Veneto, Friuli-Venezia Giulia e Slovenia attraverso i punti di collegamento della Via della Seta marittima. In particolare, il porto di Trieste, accanto a Gioia Tauro, l'unico porto in acque profonde del Mediterraneo centrale per navi portacontainer di settima generazione, è quindi particolarmente oggetto di investimenti. Il trasporto attraverso Trieste invece che attraverso i porti del nord come Rotterdam e Amburgo accorcia i tempi di consegna da Shanghai di dieci giorni e da Hong Kong di nove giorni, riducendo significativamente i costi di trasporto e le emissioni di CO2.

## Un concetto rapidamente distorto
La semplicità di questa rappresentazione ebbe un'efficacia immediata e i manager e gli uomini politici se ne appropriarono subito. Come capita spesso in queste situazioni, il senso del termine, divenuto di moda, si è evoluto assieme ai suoi confini. Divenuta argomento a favore dello sviluppo positivo, la banana blu venne allora descritta come il perimetro dell'area in cui lo sviluppo delle organizzazioni sociali e delle strutture economiche avrebbe attirato l'interesse degli investitori privati.
Per effetto domino, le collettività situate alla periferia di questa banana cercarono di venire integrate al suo interno. Fu così che la rappresentazione di questa banana guadagnò in spessore, andando a incorporare il bacino parigino. Le regioni più remote incaricarono i propri responsabili dello sviluppo di disegnare futuri corridoi di sviluppo spaziale, avendo per obiettivo quello di avvicinarsi al cuore dell'Europa. Fu così che fecero la loro comparsa le "banane scandinave", l'"arco mediterraneo", o ancora l'arco alpino (o "Solco alpino").

## Relativizzazione
Molti detrattori hanno sottolineato il fatto che questo studio venne realizzato nel contesto di un'Europa divisa in due dalla guerra fredda e che, per questo motivo, non vennero presi in considerazione dei settori portanti per la struttura del continente, come l'agglomerato berlinese, il Mar Baltico e Varsavia, e anche il corridoio del Danubio.
A questi si aggiunge l'importanza del bacino parigino e dell'arco mediterraneo. In aggiunta a ciò, un terzo della banana blu copre zone inabitabili o scarsamente abitate (Mare del Nord, Alpi), o duramente colpite dalle difficoltà della riconversione industriale (Vallonia, Lorena, Saar, Ruhr) che portano a relativizzare il concetto di banana blu in termini di entità spaziale dello sviluppo positivo.
Ecco perché numerosi specialisti nella gestione del territorio preferiscono oggigiorno insistere sulla nozione di policentrismo dello sviluppo europeo, pur concedendo che una parte della banana blu ha un senso per quanto concerne il fenomeno di conurbazione che si può osservare nella zona tra il Mare del Nord e la Valle del Reno.
Esempio di prospettiva di evoluzione fu quella espressa da Klaus Kunzmann e Michael Wegener nel 1991, sostituendo all'immagine della "banana blu" quella di un altro frutto, il "grappolo d'uva europeo" (ogni acino rappresenta una piccola o grande agglomerazione urbana). Con tale espressione si auspica il passaggio da una struttura del sistema urbano di tipo areale-gerarchico a una struttura di tipo reticolare-policentrico, e da un modello territoriale di tipo centro-periferia a un modello fondato sulla multicentralità distribuita, nel quale sia realizzata una crescente integrazione dei sistemi urbani periferici attraverso una progressiva dilatazione del cuore europeo che valorizzi le risorse specifiche di questi ultimi.